# Damian Drobik

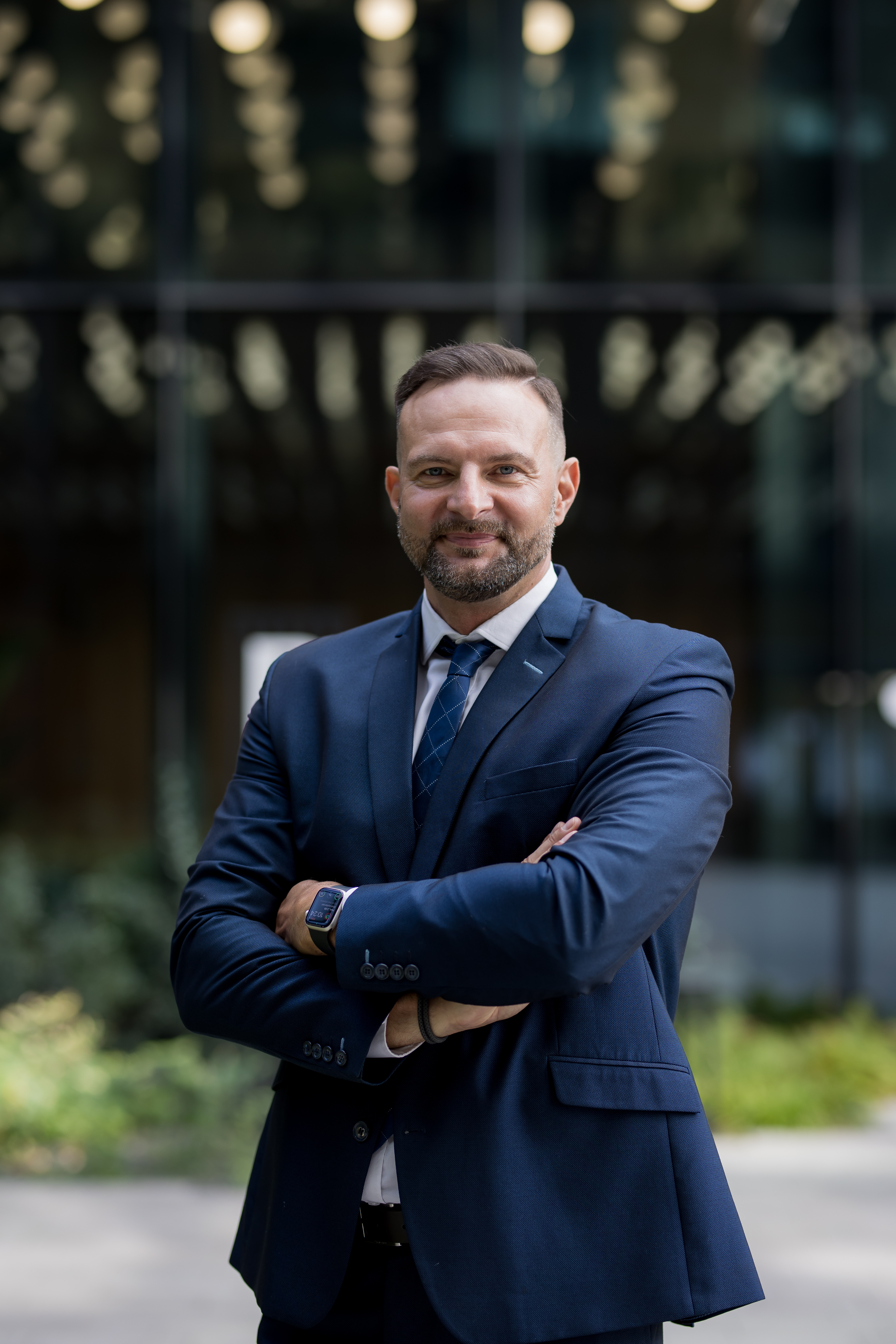

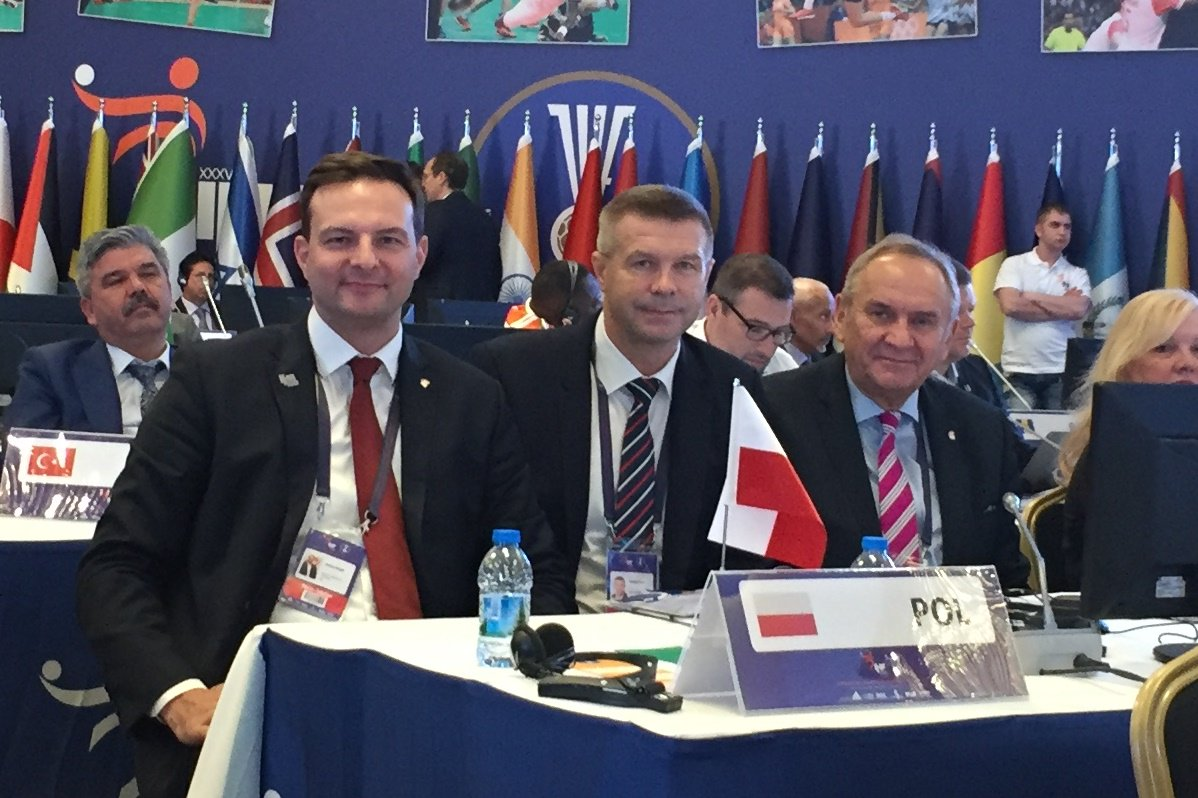
XXXVI Kongres Wyborczy IHF - Turcja 2017

Damian Drobik (ur. 26 listopada 1975 w Wągrowcu) – piłkarz ręczny, reprezentant Polski seniorów w latach 1996–2003, trener piłki ręcznej, menadżer sportowy i korporacyjny.

## Życiorys zawodowy
Damian Drobik jest absolwentem m.in. Szkoły Głównej Handlowej w Warszawie w dwóch kierunkach – ekonomicznym Executive Master of Business Administration (MBA) oraz marketingu sportowego. Posiada również dyplom Menedżera Sportu i trenera piłki ręcznej jako absolwent Zarządzania i Organizacji oraz Wychowania Fizycznego Akademii Wychowania Fizycznego i Sportu w Gdańsku.
Po zakończonej karierze sportowej, w latach 2009–2012 zarządzał w Centralnym Ośrodku Sportu i Ośrodkach Przygotowań Olimpijskich.  W latach 2010–2012 był dyrektorem naczelnym Centralnego Ośrodka Sportu w Warszawie.  Współorganizował wiele imprez masowych, w tym m.in. w 2011 roku Mistrzostwa Świata Drużyn w Short Track na warszawskim Torwarze, w 2010 roku Młodzieżowe Mistrzostwa Europy w Podnoszeniu Ciężarów czy Judo w Cetniewie, Mistrzostwa Świata w piłce ręcznej kobiet U18 w 2018 roku czy Mistrzostwa Świata w piłce ręcznej seniorów w 2023 roku. 
Sprawował opiekę menedżerską i prawną nad wybranymi polskimi i zagranicznymi zawodnikami piłki ręcznej, grających zawodowo w latach 2007/2010 w Hiszpanii i w Polsce.
Damian Drobik był zawodnikiem polskich klubów sportowych „Nielba” Wągrowiec, GKS „Wybrzeże” Gdańsk, Orlen Wisła Płock, oraz hiszpańskich Cementos Portland San Antonio z Pampeluny (Mistrz Hiszpanii, finalista Ligi Mistrzów z 2003 roku), Club Deportivo Bidasoa z Irun (Hiszpania), Club Deportivo Torrevieja (Hiszpania), CB Cuenca Ciudad Encantada (Hiszpania) na pozycjach rozgrywającego oraz centralnego obrońcy.

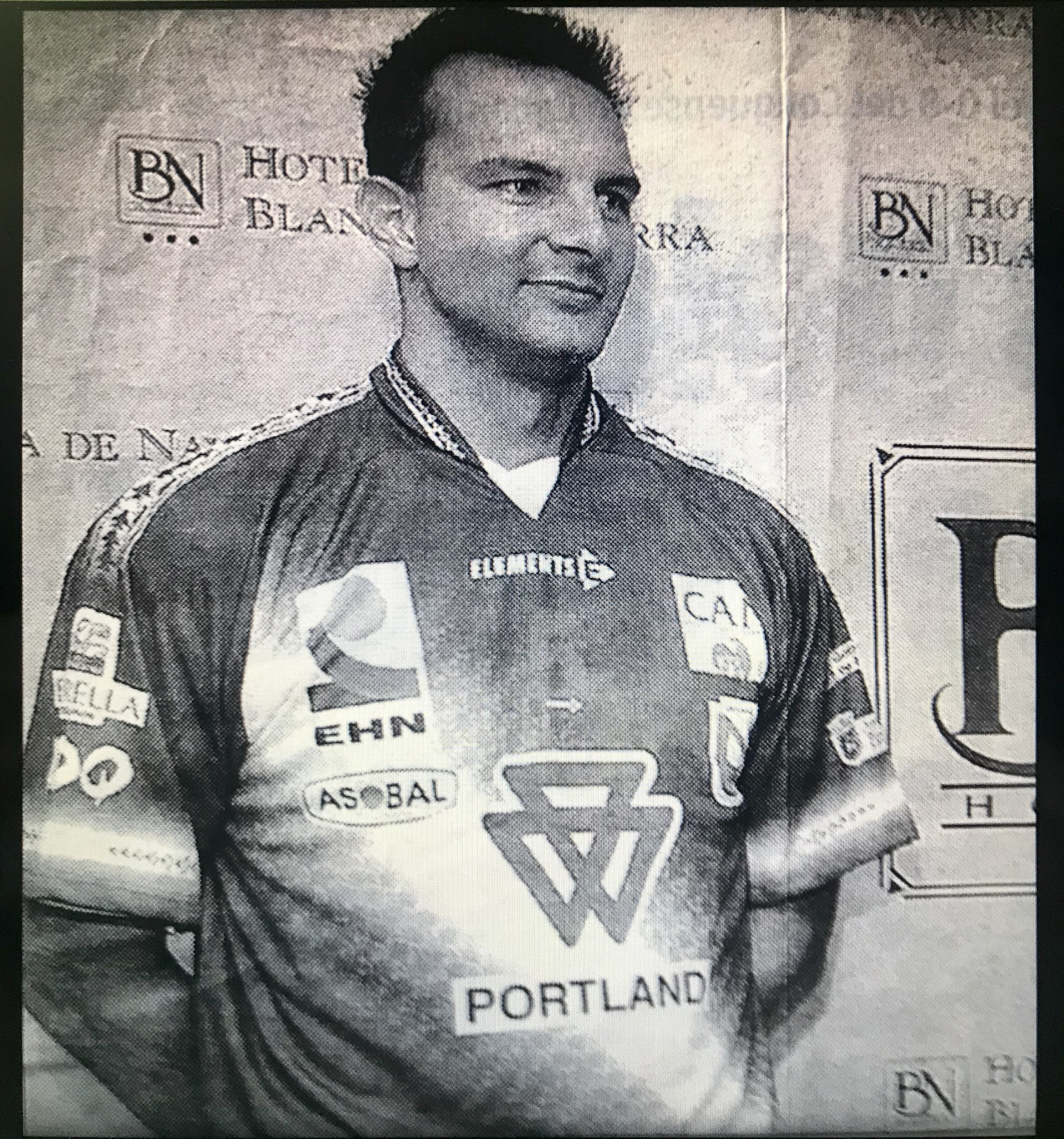
Damian Drobik San Antonio PORTLAND Pamplona 2003

Z zespołami GKS Wybrzeże Gdańsk i Wisła Płock wystąpił w pięciu finałach europejskich pucharów tj. Turniej Miast czy Liga Mistrzów oraz w Młodzieżowych Mistrzostwach Świata w Argentynie w 1995 roku, Akademickich Mistrzostwach Świata na Węgrzech w 1996 r. zajmując 4 m-ce (Akademickie mistrzostwa świata w piłce ręcznej) czy Mistrzostwach Świata w Portugalii w 2003 roku.
W reprezentacji Polski seniorów wystąpił 50 razy. W reprezentacji specjalizował się na pozycji centralnego obrońcy. Z klubami Wybrzeże Gdańsk oraz Orlen Wisła Płock zdobył trzy Mistrzostwa Polski Seniorów oraz Puchar Polski.
Jako trener w sezonie 1999/2000 w Zamościu zdobył Mistrzostwo Polski Juniorów z klubem GKS "Wybrzeże" Gdańsk.
W latach 2012 do 2015 zarządzał nieruchomościami i infrastrukturą w giełdowych spółkach Skarbu Państwa między innymi Polski Holding Nieruchomości S.A., Warszawski Holding Nieruchomości S.A. oraz Poczta Polska S.A.
ZARZĄDZANIE W STRUKTURZE ZPRP
2015-2016 był Doradcą Zarządu Związku Piłki Ręcznej w Polsce ds. Ligi Zawodowej. W tym okresie powstała spółka Superliga Sp. z o.o. zarządzająca rozgrywkami piłki ręcznej PGNiG/Orlen Superliga.
2017-2018 był Dyrektorem ds. Relacji Zewnętrznych ZPRP odpowiedzialnym za sponsoring, komercjalizację, marketing i organizację imprez sportowych w ZPRP. 
Od 2017 r. inicjator ogólnopolskiego projektu szkoleniowo-promocyjnego w Związku Piłki Ręcznej w Polsce dedykowanego dla dzieci szkół podstawowych w piłce ręcznej pod nazwą „Gramy w Ręczną”. 
Inicjator ze strony Związku Piłki Ręcznej w Polsce, organizowanego w polskich miastach międzynarodowego turnieju w piłce ręcznej seniorów pod nazwą „4NationsCUP”, którego pierwsza edycja miała miejsce w roku 2017 w Ergo Arenie w Gdańsku.
W roku 2017, razem z Bogdanem Wętą, Delegat ZPRP na XXXVI Wyborczy Kongres IHF– wybrany na Członka Komisji IHF ds. Rozwoju Piłki Ręcznej.
W 2018 r. Dyrektor Turnieju Młodzieżowych Mistrzostw Świata Kobiet U-18, pierwszych mistrzostw świata organizowanych w Polsce w Kielcach, które otrzymały najwyższa notę organizacyjna od Prezydenta Międzynarodowej Federacji Piłki Ręcznej oraz „Laur Sportowy” – wyróżnienie Prezydenta Miasta Kielce za szczególne osiągnięcia w dziedzinie sportu oraz kultury fizycznej oraz działalność na rzecz sportu.
Od stycznia 2019 r. Dyrektor Sportowy Związku Piłki Ręcznej w Polsce.
W 2020 r. w Danii podczas EHF EURO 2020 kobiet, w 2021 w Egipcie podczas Mistrzostw Świata w piłce ręcznej mężczyzn, w Hiszpanii podczas Mistrzostw Świata w piłce ręcznej kobiet, w Słowacji podczas EHF EURO 2022 w piłce ręcznej mężczyzn i Mistrzostw Świata 2023 w piłce ręcznej mężczyzn w Polsce i Szwecji pełnił funkcję Head of Delegation.
W 2022/23 roku Członek Komitetu Organizacyjnego Mistrzostw Świata w piłce ręcznej mężczyzn w Polsce.
DODATKOWA DZIAŁALNOŚĆ W SPORCIE
Od roku 2017 wykładowca w Szkole Głównej Handlowej w Warszawie na kierunku „Zarządzanie w sporcie” – specjalizujący się w tematach zarządzania związkiem sportowym oraz sportowymi ligami zawodowymi.
W latach 2018-2023 Członek Komisji ds. Marketingu w Polskim Komitecie Olimpijskim.
Od 2021 Członek Rady Programowej Kongresu Stowarzyszenia "Sport Biznes Polska".
Od 2022 Członek Rady Biznesu przy Społecznej Akademii Nauk w Warszawie